# Fusillade de Saugus
La fusillade de Saugus est une tuerie en milieu scolaire qui s'est produite le 14 novembre 2019 dans l'école secondaire de Saugus (Saugus High School) située à Santa Clarita, dans le comté de Los Angeles, dans l'État de Californie, aux États-Unis. L'agresseur, un élève âgé de 16 ans, a tué deux personnes et en a blessé trois autres, avant de tenter de se suicider,,.   

## Contexte

### Débat sur une éventuelle limitation des armes à feu
La fusillade survient au moment où le Sénat à Washington débattait au sujet d'une éventuelle limitation sur les armes à feu, compte-tenu des multiples tueries sanglantes en milieu scolaire ayant eu lieu aux États-Unis ces dernières années, sans pour autant remettre fondamentalement en cause la législation actuelle.

### Vie personnelle de l'agresseur
Nathaniel Berhow est décrit comme quelqu'un d'introverti mais sociable, sachant manier les armes à feu car son père était un passionné de pêche et de chasse au gros gibier. Des voisins se rappellent l'avoir vu fabriquer ses propres munitions pour la chasse au wapiti. Il était aussi boyscout,. Selon le témoignage d'un voisin, le jeune homme avait des amis, des gens venaient le chercher ou le déposer chez lui, et il pratiquait des activités sportives.
Selon le shérif Alex Villanueva, il ne souffrait pas de harcèlement scolaire ni de marginalisation.
Son père avait divorcé de sa mère quelques années auparavant et avait des problèmes liés à l'alcool. Il fut soupçonné de violences conjugales, mais jamais poursuivi faute de preuves. Le suspect était tout de même proche de son père et fut très affecté par le décès soudain de ce dernier d'un arrêt cardiaque en décembre 2017,,.

## Fusillade
L'agresseur sort un pistolet semi automatique de calibre .45 de son sac à dos et ouvre le feu à 7 h 38, heure locale (UTC-8), avant le début des cours, pendant que les élèves continuent d'arriver à l'école tandis que d'autres sont déjà en classe. Il tire sur d’autres élèves dans la cour intérieure de l’école. Un appel d'urgence est émis au même moment pour alerter la police qui arrive sur place deux minutes plus tard,. Lorsque les policiers arrivent sur place, ils découvrent six personnes, des élèves de l'école, blessés par balles dont l'agresseur qui a tenté de se suicider en se tirant une balle dans la tête. La fusillade a duré au total seize secondes.
Les écoles avoisinantes ont été placées en état de confinement par mesure de sécurité pendant toute la matinée. 

## Victimes
Deux lycéens, une fille de 16 ans et un garçon de 14 ans, sont décédés des suites de leurs blessures après avoir été hospitalisés,,.    
Deux filles âgées de 15 et 14 ans, ainsi qu'un garçon âgé de 14 ans, ont été blessés dans la fusillade. Leur état est stable.  
Quatre lycéens ont été hospitalisés à l'hôpital Henry Mayo Newhall Memorial, dont trois sont dans un état critique. Deux élèves ont été transportés au centre médical Providence Holy Cross. 

## Tireur
L'auteur de la fusillade a été identifié comme étant Nathaniel Berhow, un élève de l'école qui avait 16 ans ce jour-là. Il est dans un état critique après s'être tiré une balle dans la tête. Il est mort le vendredi 15 novembre 2019, le lendemain de la fusillade, à 15 h 30. 

## Enquête
Le shérif du comté de Los Angeles a déclaré que son service enquêtait sur des informations selon lesquelles des publications sur les réseaux sociaux pourraient avoir des liens avec le tireur. Dans une conférence de presse distincte, il a déclaré qu'un compte Instagram pseudonyme éventuellement associé a publié « Saugus, have fun at school tomorrow. » (« Saugus, amusez-vous à l'école demain. » en français). Quelqu'un d'autre qui avait accès au compte Instagram a ensuite supprimé le message après l'annonce de la fusillade. 
Plusieurs armes ont été retrouvées au domicile de l'adolescent auteur de la fusillade, dont certaines n'étaient cependant pas enregistrées. Cependant, six armes étaient enregistrées au nom de son père. 
La piste d'une motivation d'ordre idéologique ou pour le compte d'une organisation quelconque n'est pas privilégiée.

## Voir également
- Tuerie en milieu scolaire